# Résolution 444 du Conseil de sécurité des Nations unies
Membres permanents
- Chine
- États-Unis
- France
- Royaume-Uni
- URSS

Membres non permanents
- Bangladesh
- Bolivie
- Gabon
- Jamaïque
- Koweït
- Nigéria
- Norvège
- Portugal
- Tchécoslovaquie
- Zambie

Résolution no 443 Résolution no 445
La résolution 444 du Conseil de sécurité des Nations unies est adoptée le 19 janvier 1979.
Après avoir rappelé les résolutions 425, 426, 427 et 434 et examiné le rapport du Secrétaire général sur la Force intérimaire des Nations unies au Liban (FINUL), le Conseil exprime sa préoccupation face à la situation au Sud-Liban et constate que la FINUL n'est pas en mesure d'achever ses tâches à la fin de son deuxième mandat.
Le Conseil condamne par la suite le manque de coopération du Liban et d'Israël avec la FINUL concernant la mise en œuvre de son mandat. La résolution 444 félicite le Gouvernement libanais pour ses efforts visant à rétablir l'autorité au Sud-Liban. Cette résolution s'inscrit dans le contexte de la guerre civile libanaise.
En prolongeant le mandat de la Force jusqu'au 19 juin 1979, le Conseil de sécurité demande à la FINUL, en collaboration avec le Secrétaire général, de contribuer au rétablissement de l'ordre et de l'autorité dans la région, notamment par la mise en œuvre intégrale de la résolution 425.
La résolution est adoptée par 12 voix contre zéro, la Tchécoslovaquie et l'Union soviétique s'abstenant, et la Chine ne participant pas.